# Франкона, Терри
Терренс Джон Франкона (англ. Terrence Jon Francona, род. 22 апреля 1959 года, Абердин, Южная Дакота) также известный как Тито (англ. Tito) — американский бейсболист, выступавший в Главной лиге бейсбола на позициях игрока первой базы и аутфилдера. В настоящее время менеджер клуба «Цинциннати Редс». Известен как менеджер клуба «Бостон Ред Сокс», который помог команде дважды выиграть Мировую серию, тем самым прервав 86-летнее проклятие.
После четырехлетнего пребывания в должности менеджера «Филадельфия Филлис», Франкона был нанят управляющим в «Бостон Ред Сокс» в 2004 году и привёл команду к их первому чемпионству с 1918 года. Он выиграл еще одну Мировую серию с "красными носками" в 2007 году и продолжал управлять командой до конца сезона 2011 года, когда его контракт не был продлен. В 2013 году Франкона был нанят менеджером в «Кливленд Индианс» и привёл их к чемпионству Американской лиги в 2016 году. В августе и сентябре 2017 года он привёл «Индианс» к победной серии из 22 игр, которая является самой длинной победной серии в истории Американской лиги.

## Ранняя жизнь
Франкона родился 22 апреля 1959 года в Абердине (штат Южная Дакота), в семье Тито Франконы (1933-2018), который играл аутфилдером за несколько клубов МЛБ с 1956 по 1970 года, и Роберты Джексон (1932–1992).
Франкона вырос в Нью-Брайтоне, (штат Пенсильвания) , примерно в 48 км к северо-западу от Питтсбурга, где он начал свою карьеру в бейсболе в средней школе Нью-Брайтона.

## Карьера

### Как игрок
Франкона представлял Соединенные Штаты на Панамериканских играх 1979 года (американцы заняли четвёртое место) и учился в Университете Аризоны, где играл за бейсбольную команду «Аризона Уайлдкэтс». В 1980 году Франкона помог клубу выиграть Мировую серию среди колледжей, а Франкона был признан Самым выдающимся игроком турнира. В том жгоду Терри выиграл Наградe Голден Спайкс.
На драфте МЛБ 1980 Франкона был выбран в первом раунде клубом «Монреаль Экспос». После недолгого выступления в низших лигах, Терри дебютировал в МЛБ 19 августа 1981 года, через неделю после окончания летней забастовки игроков. В своём первом году он играл преимущественно на позиции аутфилдера. Помог команде в серии дивизионов Национальной лиги победить «Филадельфию Филлис».

#### Первая база
По прошествии сезонов Франкона переместился на первую базу, где в конечном итоге сыграл на сто игр больше, чем в аутфилде.

#### Остальные года
После сезона 1985 гоа Франкона покинул «Экспос». После чего он играл одногодовые контракты с «Чикаго Кабс», «Цинциннати Редс», «Кливленд Индианс» и «Милуоки Брюэрс». С последними Франкона подписал контракт ещё и на следующий год, но он сыграл только в 3 матчах в том году. За 10 сезонов и 708 игр его показатель был 27,4 процента отбивания, 16 хоум-ранов и 143 RBI. 15 мая 1989 года Франкона сыграл в качестве питчера, где в одном иннинге из 12 подач 8 раз сделал страйк и 1 страйк-аут (против Стэна Хавьера).

### Как тренер

#### Малые лиги
После завершения карьеры бейсболиста, Франкона начал тренерскую карьеру, проведя несколько лет в организации «Чикаго Уайт Сокс».
Был тренером в доминиканском клубе «Агилас Сибаэньяс», с которым выиграл местный чемпионат в 1996 году. В эту команду входили Мигель Техада, Мэнни Рамирес и Тони Батиста.

#### Главная лига
В 1996 году был назначен тренером игроков третьей базы в «Детройт Тайгерс», в котором меджером был Бадди Белла, бывший товарищ Франконы по «Цинциннати Редс».